# Festival internazionale del cinema di Abu Dhabi
L'Abu Dhabi Film Festival (ADFF) è il festival cinematografico della città di Abu Dhabi dedicato all'industria cinematografica araba e straniera. È stato istituito nel 2007 dall'Authority di Abu Dhabi per la Cultura (ADACH) con l'obiettivo di stimolare la cultura cinematografica in tutta la regione e sostenere la crescita del cinema arabo. Alla competizione cinematografica partecipano opere di autori arabi insieme a film internazionali. La rassegna cinematografica ha una durata media di 10 giorni al termine della quale viene celebrata la cerimonia di assegnazione dei premi. 

## I premi
Ai vincitori viene consegnato un trofeo (detto Perla Nera) e un premio in denaro per un massimo di 100′000 dollari al miglior film. La somma totale dei premi in denaro è di 900′000 dollari. Quasi tutti i premi sono doppi, attribuiti sia alle opere internazionali che a quelle di origine araba.